# Friedrich Gothe

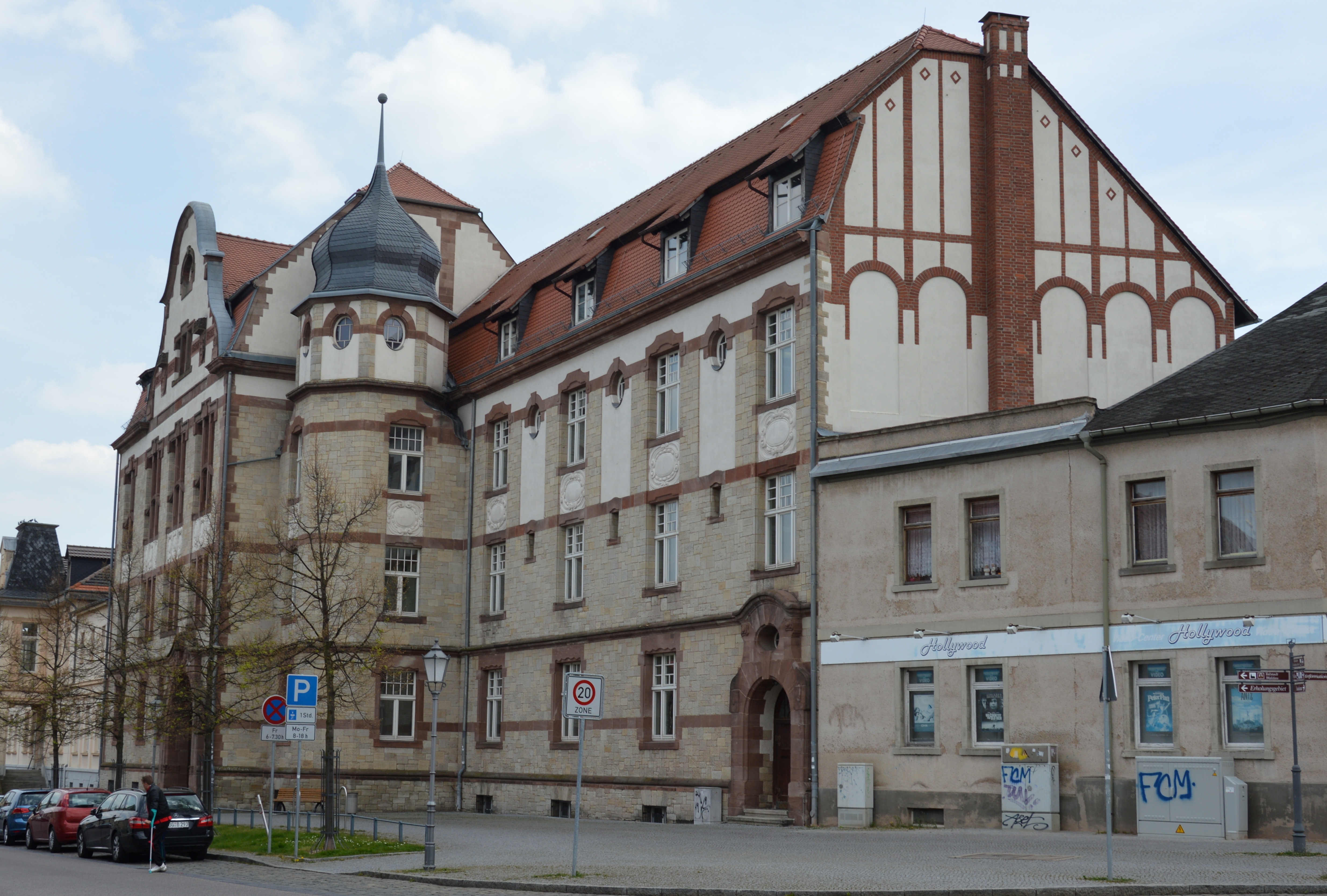
Friederiken-Gymnasium (1906–1909)

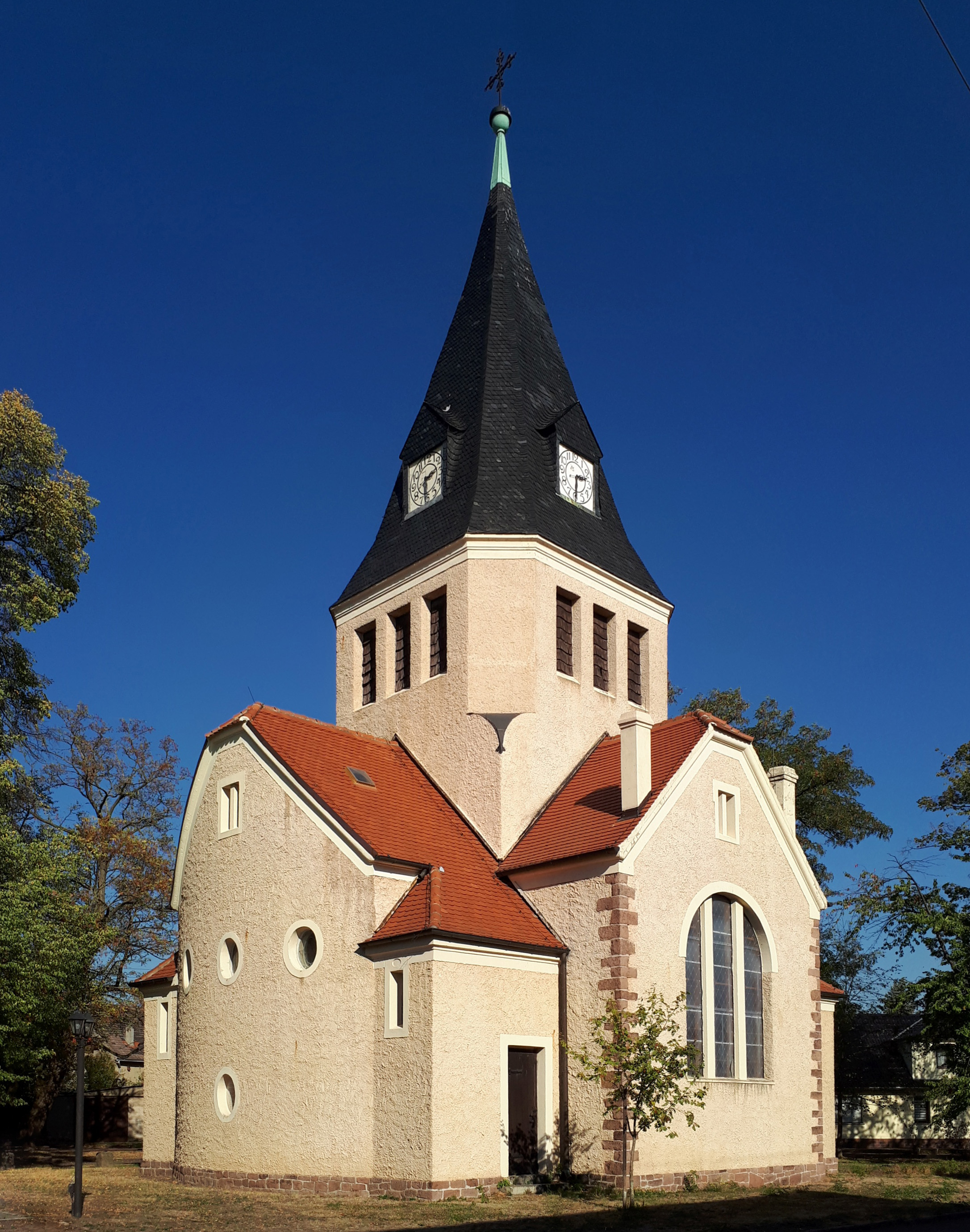
Kirche Gnetsch (1909–1910)

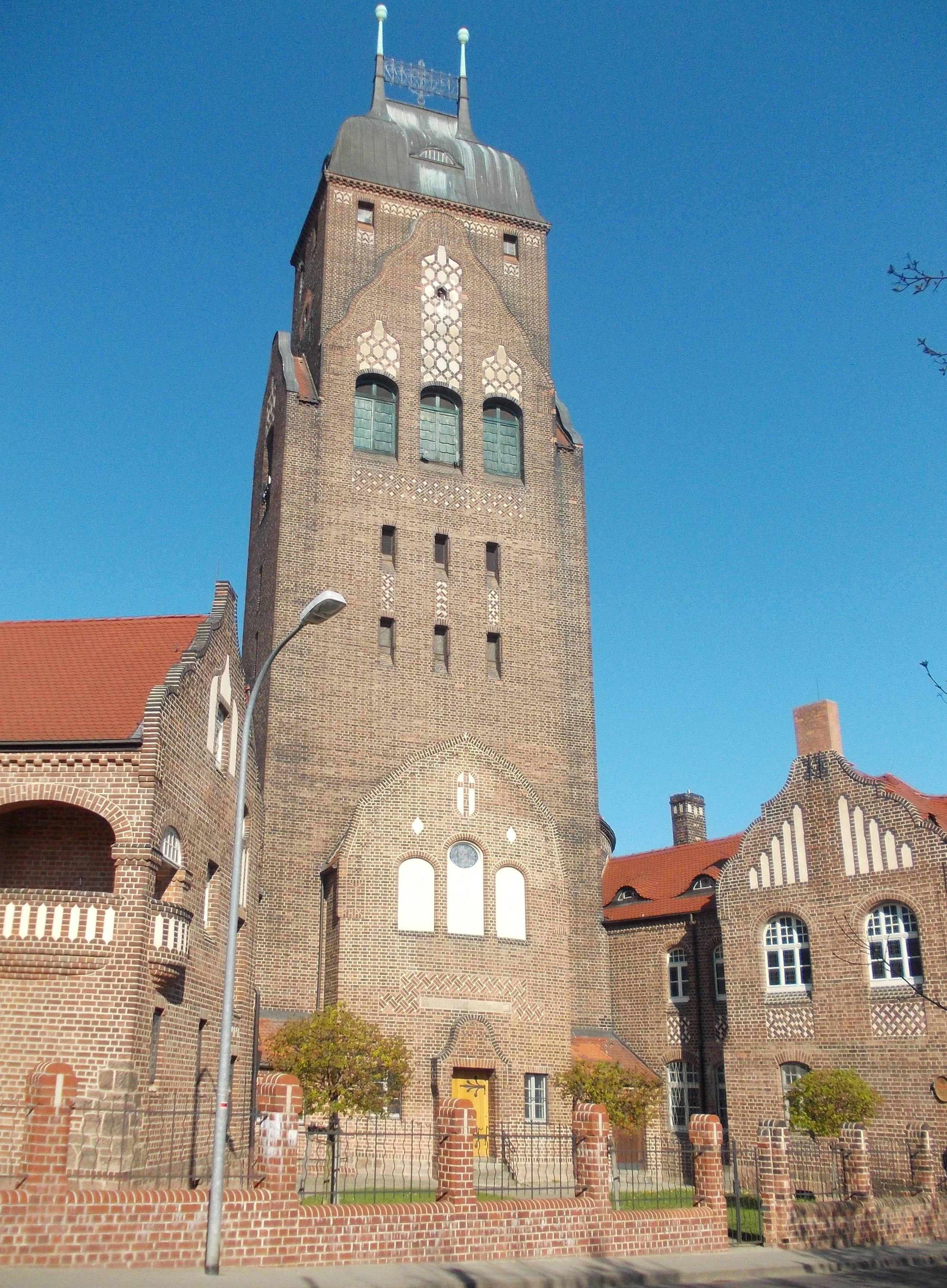
Martinskirche (1912–1914)

Friedrich Gothe (* 1872; † 1951) war ein deutscher Architekt, Baubeamter des Herzogtums Anhalt und Kommunalpolitiker. Er war von 1919 bis 1933 Bürgermeister der Stadt Bernburg (Saale).

## Leben
Zu Beginn des 20. Jahrhunderts machte er sich als Architekt einen Namen. Er war in Köthen (Anhalt) ansässig und engagierte sich bereits dort als „Erster Stadtrat“ auch kommunalpolitisch. Sein Hauptwerk ist der Komplex der Köthener Martinskirche, die als bedeutendstes sakrales Architekturdenkmal des frühen 20. Jahrhunderts in Sachsen-Anhalt bezeichnet wird.
1919 wurde er zum Bürgermeister von Bernburg gewählt. Üblicherweise kamen nur Verwaltungsjuristen in ein solches kommunales Spitzenamt, so dass die Wahl eines Baubeamten überregional Beachtung fand. Bei der Wiederwahl 1931 war zwar er gegen das NSDAP – Mitglied Max Eggert erfolgreich, wurde jedoch 1933 in den einstweiligen Ruhestand versetzt und durch Eggert abgelöst.

## Bauten
- 1900: Pfarrhaus in Wörbzig ⊙
- 1906–1909: Friederiken-Gymnasium in Bernburg ⊙
- 1909–1910: Dorfkirche Gnetsch ⊙
- vor 1910: eigenes Wohnhaus in Köthen[2] ⊙
- 1912–1914: Martinskirche in Köthen mit Pfarrhaus ⊙